# Франсуа I (герцог Лотарингии)
Франсуа I Лотарингский (фр. François I de Lorraine; 23 августа 1517, Нанси — 12 июня 1545, Ремирмон) — представитель Третьего Лотарингского Дома, сын Антуана II Доброго и его супруги Рене Бурбон, дамы де Меркёр, дочери Жильбера де Бурбон-Монпансье, герцог Лотарингский, герцог де Бар.

## Биография
Титулованый маркизом де Понт-а-Муссон, он провел часть своего детства при французском дворе (он был крестником короля Франциска I). Для того, чтобы сохранить баланс между Францией и Священной Римской Империей, он женился на племяннице Карла V,  Кристине Датской. Он продолжал политику нейтралитета своего отца  между Францией (крестник короля, он женился на племяннице императора) и Священной Римской Империей (его сестра была замужем за Рене де Шалоном, фаворитом императора, который погиб при осаде Сен-Дизье в июле 1544 года). Молодой правитель являлся связующим звеном между двумя мощными монархами. Он играл важную роль в переговорах, которые привели к заключению Мира в Крепи, но герцог умер через девять месяцев, оставив трёх маленьких детей, включая двухлетнего сына Карла III, который стал его преемником при регентстве его вдовы Кристины Датской и его брата Никола Лотарингского.

## Семья и дети
10 июля 1541 года он женился на Кристине Датской, дочери Кристиана II и Изабеллы Габсбургской. В этом браке родилось трое детей:
- Карл III (15 февраля 1543 — 14 мая 1608), герцог Лотарингии, названный так в честь Карла V;
- Рене (20 апреля 1544 — 22 мая 1602), названная так в честь своей бабки по отцовской линии Рене де Бурбон-Монпансье;
- Доротея (20 августа 1545 — 2 июня 1621), названная так в честь своей тётки по материнской линии Доротеи Датской.